# Tournan-en-Brie
Tournan-en-Brie is een gemeente in het Franse departement Seine-et-Marne (regio Île-de-France) en telt 8256 inwoners (2005). De plaats maakt deel uit van het arrondissement Melun.

## Geografie
De oppervlakte van Tournan-en-Brie bedraagt 15,5 km², de bevolkingsdichtheid is 532,6 inwoners per km².
De onderstaande kaart toont de ligging van Tournan-en-Brie met de belangrijkste infrastructuur en aangrenzende gemeenten.

## Demografie
Onderstaande figuur toont het verloop van het inwonertal (bron: INSEE-tellingen).

## Geboren in Tournan-en-Brie
- Jules Joseph Lefebvre (1836-1912), kunstschilder
- Daniel Rébillard (1948), wielrenner